# Rhyacia caradrinoides
Rhyacia caradrinoides là một loài bướm đêm trong họ Noctuidae.